# Danh sách đĩa nhạc của Trần Thu Hà
Trần Thu Hà (sinh ngày 26 tháng 8 năm 1977), hay còn được biết đến với nghệ danh Hà Trần, là một nữ ca sĩ, nhà sản xuất thu âm người Việt Nam. Phong cách nghệ thuật đa dạng, khả năng tư duy và sản xuất thu âm đã giúp cô tìm tòi, thử nghiệm và khai phá những phong cách mới trong âm nhạc. Nhờ những đóng góp lớn trong ngành âm nhạc, Hà được công nhận là một trong bốn diva Việt Nam.

## Album phòng thu
| Tựa đề                                   | Chi tiết |
| ---------------------------------------- | --- |
| Em về tinh khôi                          | - Phát hành: 1999 - Hãng đĩa: Trung tâm Băng nhạc Trẻ - Định dạng: CD                                              |
| Bài tình cho giai nhân                   | - Phát hành: 2000 - Hãng đĩa: Trung tâm Băng nhạc Trẻ - Định dạng: CD, cassette                                    |
| Nhật thực                                | - Phát hành: Tháng 5 năm 2002 - Hãng đĩa: Hãng phim Phương Nam - Định dạng: CD                                     |
| Hà Trần 98–03 Quốc tế: Sắc màu – Tình ca | - Phát hành: 2005 - Hãng đĩa: Viết Tân Studio - Định dạng: CD, cassette                                            |
| Đối thoại 06                             | - Phát hành: 8 tháng 9 năm 2006 - Hãng đĩa: Ha Tran Productions, Viết Tân Studio - Định dạng: CD                   |
| Bản nguyên                               | - Phát hành: 15 tháng 1 năm 2016 - Hãng đĩa: Ha Tran Productions, Viết Tân Studio - Định dạng: CD                  |
| Những con sông ngón tay                  | - Phát hành: 8 tháng 3 năm 2024 - Hãng đĩa: Ha Tran Productions, Hãng Đĩa Thời Đại (Times Records) - Định dạng: CD |

## Album tuyển tập
| Tựa đề                    | Chi tiết                                                                                        |
| ------------------------- | ----------------------------------------------------------------------------------------------- |
| Tình ca qua thế kỷ        | - Phát hành: 2007 - Hãng đĩa: Thúy Nga - Định dạng: CD                                          |
| Tình ca qua thế kỷ, Vol 2 | - Phát hành: Tháng 12 năm 2014 - Hãng đĩa: Ha Tran Productions, Viết Tân Studio - Định dạng: CD |

## Album hợp tác
- Lời của giòng sông (2004) (với Thu Phương)
- Lệ buồn nhớ mi (với Quang Dũng, Nguyên Khang và Elvis Phương)
- Chuyện lạ tình em (với Bằng Kiều)
- Một ngày mùa đông (với Bằng Kiều)
- Đánh thức tầm xuân (1998) (với Bằng Kiều)
- Giấc mơ tuyệt vời (tình khúc Bảo Chấn) (1999) (với Bằng Kiều)
- Bên đời hiu quạnh (2000) (với Bằng Kiều)
- Thanh Lam & Hà Trần (2004) (với Thanh Lam)
- Chuyện của mặt trời – Chuyện của chúng ta (2013) (với Đỗ Bảo)
- Bóng tối Jazz (2015) (với Tùng Dương)
- Tình khúc Vũ Thành An: Tình khúc thứ nhất (2016) (với Quang Dũng)

## Album tự sản xuất
- Trần Tiến (2008)
- Vi sinh (2010)
- Mầm hạt (2011)

## Album tuyển tập
- Giọt mưa lung linh - với Lam Trường, Bằng Kiều, Phương Thanh, Phi Thúy Hạnh và Nhật Hào (1999)

| Năm        | Tên                       | Loại | Hãng phát hành | Nghệ sĩ                                                                         | Ca khúc                                                                     | Tác giả                                                             | Chú thích |
| ---------- | ------------------------- | ---- | -------------- | ------------------------------------------------------------------------------- | --------------------------------------------------------------------------- | ------------------------------------------------------------------- | --------- |
|            | Cô bé vô tư               | CD   | - Dihavina     | Thanh Lam, Thùy Dung và Ngọc Châu                                               | - Một thoáng quê hương - Mai em mười bảy - Cô bé vô tư - Ngơ ngác hoàng hôn | - Từ Huy, Thanh Tùng - Ngô Quốc Tính - Trần Tiến - Nguyễn Đình Bảng |           |
| 11/11/1998 | Tình khúc Hồng Hà: Em đến |      | - Hacova       | Thu Phương, NSƯT Trung Đức, Tấn Minh, Kim Tiến, Đức Long, Thanh Tâm và Thái Bảo | - Hồn quê (*) - Giá ngày xưa em có anh (**) - Em ở nơi đâu - Thao thức      | - Nguyễn Huy Hoàng (*) - Nguyễn Thị Hồng Ngát (**)                  |           |

## Đĩa đơn
- "Đôi tay mẹ" (2013)
- "Giấc mơ đã qua" (2015)
- "Bản nguyên (Đêm + Mặt nạ)" (2015)
- "Thiên đường nơi ta" (2016)
- "Một bước vô tình" (Hạnh phúc máu Original Soundtrack) (2022)
- "Những con sông ngón tay" (2024)

## Album cá nhân góp giọng
| Năm  | Tên album                                    | Loại                 | Hãng phát hành                         | Nghệ sĩ       | Ca khúc |
| ---- | -------------------------------------------- | -------------------- | -------------------------------------- | ------------- | --- |
| 2000 | Ngồi hát ca bềnh bồng                        | CD                   | Trung tâm Băng nhạc Trẻ                | Quốc Bảo      | - "Bài tình cho giai nhân" - "Em về tinh khôi" - "Chờ em nơi thềm trăng"                                                                                             |
| 2001 | Tình khúc Quốc Bảo: Vàng son                 | CD                   | Hãng phim Phương Nam                   | Quốc Bảo      | - "Em về tóc xanh" - "Còn hồng trên môi" - "Vắng em" |
| 2003 | Bình yên                                     |                      | Công ty VHTH Phú Nhuận Viết Tân Studio | Quốc Bảo      | - "Là yêu chưa từng yêu" - "Tình ca" - "Tình ơi" - "Gió" - "Bình yên"                                                                                                |
| 2003 | Bức thư tình đầu tiên                        | CD                   |                                        | Tấn Minh      | - "Về hát giữa mùa xuân" |
| 2004 | Cánh cung                                    | CD                   | Viết Tân                               | Đỗ Bảo        | - "Điều ngọt ngào nhất" - "Cầu vồng đêm mưa" |
| 2004 | Một đời tôi đi tìm tôi                       | CD                   | Trung tâm Thúy Nga                     | Nhật Trung    | - "Nửa vầng trăng" |
| 2007 | Hotel Vietnam                                | CD                   | King Japan                             | Blue Asia     | - "Là yêu chưa từng yêu" ("Memphis Jam") |
| 2008 | Thời gian để yêu                             | CD                   | Viết Tân                               | Đỗ Bảo        | - "Bài ca tháng sáu" - "Câu trả lời" |
| 2009 | Nhạc yêu cầu                                 | CD                   | Trung tâm Thúy Nga                     | Bằng Kiều     | - "Lời cuối cho em" - "Khi người yêu tôi khóc" |
| 2020 | Những tình khúc chọn lọc                     | CD                   | Trung tâm Thúy Nga                     | Bằng Kiều     | - Mashup "Mùa thu cho em" / "Mộng dưới hoa" - "Chờ người" |
| 2013 | Để dành                                      | CD                   |                                        | Trần Thái Hòa | - "Lời ru cho con" |
| 2013 | Đam mê                                       |                      |                                        | Nguyên Bích   | - "Hạnh phúc" - "Chưa một lần yêu" - "Chiều quê hương" |
| 2016 | Hừng đông                                    | CD                   | Nhà xuất bản Văn hóa Dân tộc           | Hoàng Rob     | - "Mây bay cuối trời" |
| 2018 | Cánh cung: Live in Hanoi                     | Kỹ thuật số          |                                        | Đỗ Bảo        | - "Điều ngọt ngào nhất" - "Đôi giày lười" - "Câu trả lời" - "Bài ca cây đàn" - "Chuyện của mặt trời chuyện của chúng ta" - "Cầu vồng đêm mưa" - "Đỉnh núi lãng quên" |
| 2019 | Trò chuyện                                   |                      |                                        | Hoàng Rob     | - "Mây bay cuối trời" |
| 2020 | 30 năm tình ca Quốc Bảo                      | Kỹ thuật số Đĩa than |                                        | Quốc Bảo      | - "Một ngày" - "Em về tinh khôi" |
| 2020 | Human                                        | CD                   |                                        | Tùng Dương    | - "Bão hòa" |
| 2021 | Human (Live Concert 2020)                    |                      | Hãng phim trẻ                          | Tùng Dương    | - Mashup "Dệt tầm gai" / "Con cò" - "Bão hòa" - "Tiếc nuối" |
| 2021 | Chờ em trên lối xưa                          |                      |                                        | Lê Anh Dũng   | - "Nếu xa nhau" - "Mùa hè đẹp nhất" |
| 2021 | Để gió cuốn đi                               | CD                   | Thanh Việt Production                  | Quốc Trung    | - "Còn mãi tìm nhau" - "Dấu chân địa đàng" - "Rồi như đá ngây ngô" - "Mưa hồng" - "Để gió cuốn đi" - "Gọi tên bốn mùa" - "Hãy yêu nhau đi"                           |
| 2022 | Tùng Dương 20 năm ca hát (Live Concert 2022) |                      |                                        | Tùng Dương    | - Mashup "Mưa bay tháp cổ" / " Sắc màu" - "Bão hòa" - "Mộng" |
| 2024 | Cam'On                                       | CD                   | Hãng đĩa Thời Đại                      | Orange        | - "Có bao lần" |

## Album tuyển tập
| Năm  | Tên album                  | Loại        | Hãng phát hành | Nghệ sĩ       | Ca khúc                     |
| ---- | -------------------------- | ----------- | -------------- | ------------- | --------------------------- |
| 2023 | Vũ trụ nhạc phiêu (Live)   | Kỹ thuật số |                | Nhiều nghệ sĩ | "Dệt tầm gai" "Thăng hoa"   |
| 2024 | Xuân, yêu, rồi lại... xuân |             | VieZ           | Nhiều nghệ sĩ | "Đón xuân" / "Đoản xuân ca" |

## Các phần trình diễn trên sân khấu Trung tâm Thúy Nga

### Chương trình Paris By Night
| STT | Tiết mục                                                                       | Thể hiện với | Chương trình       | Năm  |
| --- | ------------------------------------------------------------------------------ | ------------ | ------------------ | ---- |
| 1   | Khúc Hát Thanh Xuân (LV: Phạm Duy)                                             | solo         | Paris By Night 76  | 2005 |
| 2   | Tôi Với Trời Bơ Vơ (Tùng Giang)                                                | solo         | Paris By Night 78  | 2005 |
| 3   | LK Tình khúc Tháng Sáu (Ngô Thụy Miên), Đường Xa Ướt Mưa (Đức Huy)             | Bằng Kiều    | Paris By Night 82  | 2006 |
| 4   | Cô Đơn (Nguyễn Ánh 9)                                                          | solo         | Paris By Night 83  | 2006 |
| 5   | Giọt Lệ Thiên Thu (Trịnh Công Sơn)                                             | Khánh Ly     | Paris By Night 84  | 2006 |
| 6   | Một Nét Ca trù Ngày Xuân (Nguyễn Cường)                                        | solo         | Paris By Night 85  | 2007 |
| 7   | Ngọc Lan (Dương Thiệu Tước)                                                    | solo         | Paris By Night 86  | 2007 |
| 8   | Cho Em Quên Tuổi Ngọc (Lam Phương)                                             | Bạch Yến     | Paris By Night 88  | 2007 |
| 9   | Chờ Người (Lam Phương)                                                         | Bằng Kiều    | Paris By Night 88  | 2007 |
| 10  | Ảo Ảnh (Y Vân) - nhạc nền                                                      | solo         | Paris By Night 89  | 2007 |
| 11  | Một Mình (Thanh Tùng)                                                          | solo         | Paris By Night 90  | 2007 |
| 12  | Ra Ngõ Mà Yêu (Trần Tiến)                                                      | solo         | Paris By Night 95  | 2009 |
| 13  | LK Mùa Thu Cho Em (Ngô Thụy Miên), Mộng Dưới Hoa (Phạm Đình Chương, Đinh Hùng) | Bằng Kiều    | Paris By Night 96  | 2009 |
| 14  | Tequila (LV: Trường Kỳ)                                                        | solo         | Paris By Night 97  | 2009 |
| 15  | Dệt Tầm Gai (Ngọc Đại, Vi Thùy Linh)                                           | solo         | Paris By Night 98  | 2009 |
| 16  | Mùa Hè Đẹp Nhất (Đức Huy)                                                      | solo         | Paris By Night 118 | 2016 |
| 17  | Mẹ Tôi (Trần Tiến)                                                             | Bằng Kiều    | Paris By Night 120 | 2016 |
| 18  | LK Đếm Lá Ngoài Sân, Bông Cúc Vàng (Thanh Tùng)                                | Bằng Kiều    | Paris By Night 122 | 2017 |
| 19  | Gọi Em Là Đóa Hoa Sầu (Phạm Duy, Phạm Thiên Thư)                               | solo         | Paris By Night 124 | 2018 |
| 20  | LK Chán Nản, Nỗi Buồn (Văn Phụng)                                              | Khánh Hà     | Paris By Night 128 | 2019 |
| 21  | Đời Bỗng Phù Du (Từ Công Phụng)                                                | solo         | Paris By Night 135 | 2023 |
| 22  | Lời Của Thành Phố (Từ Công Phụng)                                              | solo         | Paris By Night 135 | 2023 |
| 23  | Tuổi Xa Người (Từ Công Phụng)                                                  | Bằng Kiều    | Paris By Night 135 | 2023 |
| 24  | Giữ Đời Cho Nhau (Từ Công Phụng, Du Tử Lê)                                     | Hợp Ca       | Paris By Night 135 | 2023 |
| 25  | Rồi Đây Anh Sẽ Đưa Em Về Nhà (Phạm Duy)                                        | Thiên Tôn    | Paris By Night 136 | 2024 |

### Liveshow
| STT | Tiết mục                                                                         | Thể hiện với                                                 | Chương trình                                          | Năm  |
| --- | -------------------------------------------------------------------------------- | ------------------------------------------------------------ | ----------------------------------------------------- | ---- |
| 1   | Sắc Màu (Trần Tiến)                                                              | Nguyễn Hồng Nhung                                            | VSTAR Season 4 - Đêm Trao Giải                        | 2016 |
| 2   | Xin Thời Gian Qua Mau (Lam Phương)                                               | Solo                                                         | Nguyễn Hồng Nhung Live Show - Khi Giấc Mơ Về          | 2017 |
| 3   | Yêu (Văn Phụng)                                                                  | Nguyễn Hồng Nhung                                            | Nguyễn Hồng Nhung Live Show - Khi Giấc Mơ Về          | 2017 |
| 4   | Dâng Mẹ (Lm. Hoài Đức)                                                           | solo                                                         | Paris By Night Gloria 3                               | 2017 |
| 5   | LK Và Con Tim Đã Vui Trở Lại (Đức Huy), Hãy Yêu Như Chưa Yêu Lần Nào (Lê Hựu Hà) | Đình Bảo                                                     | Paris By Night 128 VIP Party                          | 2018 |
| 6   | Lời Tôi Hát (Bảo Chấn)                                                           | solo                                                         | VSTAR Season 5 - Đêm Trao Giải                        | 2019 |
| 7   | Anh Yêu Em                                                                       | Solo                                                         | Mơ Về Anh - Nhạc sĩ Vũ Quang Trung và những người bạn | 2019 |
| 8   | Lời Cuối Tình Yêu                                                                | Solo                                                         | Mơ Về Anh - Nhạc sĩ Vũ Quang Trung và những người bạn | 2019 |
| 9   | Em Mãi Mong Chờ                                                                  | Solo                                                         | Mơ Về Anh - Nhạc sĩ Vũ Quang Trung và những người bạn | 2019 |
| 10  | Vì Anh Yêu Em                                                                    | Bằng Kiều                                                    | Mơ Về Anh - Nhạc sĩ Vũ Quang Trung và những người bạn | 2019 |
| 11  | Giã Biệt Tuổi Thơ                                                                | Vi Nguyễn                                                    | Mơ Về Anh - Nhạc sĩ Vũ Quang Trung và những người bạn | 2019 |
| 12  | Chiều Hà Nội                                                                     | Quang Dũng, Bằng Kiều, Nguyễn Hồng Nhung, Huy MC, Nguyệt Anh | Mơ Về Anh - Nhạc sĩ Vũ Quang Trung và những người bạn | 2019 |
| 13  | Người Em Sầu Mộng (Y Vân, thơ: Lưu Trọng Lư)                                     | Solo                                                         | Đình Bảo Live Show - Chuyện Tình                      | 2019 |
| 14  | Dưới Giàn Hoa Cũ (Tuấn Khanh)                                                    | Đình Bảo                                                     | Đình Bảo Live Show - Chuyện Tình                      | 2019 |
| 15  | Tháng Năm Trong Lòng Nhớ (Đình Bảo)                                              | Đình Bảo, Bằng Kiều, Nguyễn Hồng Nhung, Lam Anh, Thiên Tôn   | Đình Bảo Live Show - Chuyện Tình                      | 2019 |
| 16  | Sống Như Tia Nắng Mặt Trời (Đình Bảo)                                            | Đình Bảo                                                     | Le Gala Du Coeur - Gửi Tình Thương Về Sài Gòn         | 2021 |
| 17  | LK Cô Đơn & Bơ Vơ (Nguyễn Ánh 9)                                                 | Solo                                                         | Le Gala Du Coeur - Gửi Tình Thương Về Sài Gòn         | 2021 |
| 18  | Quê Nhà (Trần Tiến)                                                              | Ngọc Anh                                                     | Con Thương Nhớ Mẹ                                     | 2022 |
| 19  | Mẹ Tôi (Trần Tiến)                                                               | solo                                                         | Con Thương Nhớ Mẹ                                     | 2022 |

### Thúy Nga Music Box
| STT | Tên bài hát                       | Thể hiện với                         | Thúy Nga Music Box     | Năm  |
| --- | --------------------------------- | ------------------------------------ | ---------------------- | ---- |
| 1   | Bài không tên số 8 (Vũ Thành An)  | Trần Thái Hòa, Ngọc Anh              | Thúy Nga Music Box #50 | 2022 |
| 2   | Bài không tên số 50 (Vũ Thành An) | Solo                                 | Thúy Nga Music Box #50 | 2022 |
| 3   | Bài không tên số 16 (Vũ Thành An) | Solo                                 | Thúy Nga Music Box #50 | 2022 |
| 4   | Bài không tên số 2 (Vũ Thành An)  | Trần Thái Hòa                        | Thúy Nga Music Box #50 | 2022 |
| 5   | Đời đá vàng (Vũ Thành An)         | Trần Thái Hòa, Ngọc Anh, Vũ Thành An | Thúy Nga Music Box #50 | 2022 |